# Еусир
Еусир је у грчкој митологији било име више личности.

## Митологија
- Антонин Либерал је у свом делу „Метаморфозе“ поменуо Еусира (лат. Eusiros) као сина бога Посејдона и нимфе Ејдотеје, који је био господар Малије.[1] Неки извори наводе да је заправо Еусир са нимфом Ејдотејом имао сина Керамба.[2]

- Према Хигину и Аполодору, Еусир (лат. Eusorus) је био Акамантов, Аенетин и Кизиков отац.[3]

## Биологија
Латински назив Eusorus означава род у оквиру групе ракова.